# Dorcadion variegatum
Dorcadion variegatum là một loài bọ cánh cứng trong họ Cerambycidae. Loài này có ở Thổ Nhĩ Kỳ và Syria.